# Xue Yue

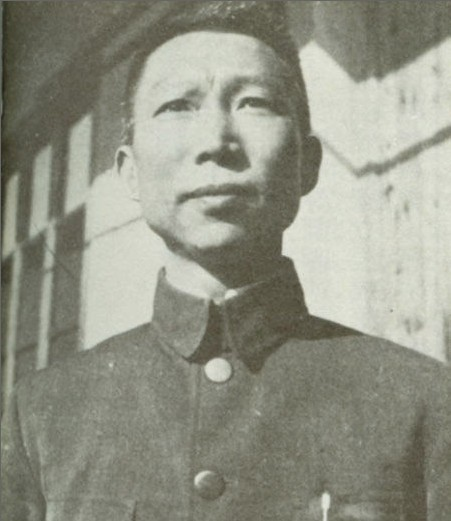
Xue Yue, 1938

Xue Yue (chinesisch 薛岳, Pinyin Xuē Yuè, Wade–Giles: Hsüeh Yüeh; * 26. Dezember 1896 in Shaoguan, Guangdong; † 3. Mai 1998 in Chiayi, Taiwan) war ein chinesischer General, der während des Zweiten Sino-Japanischen Krieges auf Seiten der Chinesischen Republik kämpfte.

## Ausbildung
1917 absolvierte er die 6. Klasse der Militärakademie in Baoding. 

## Warlord-Ära
Im Juli 1918 reiste er nach Guangzhou ab und schloss sich einer von Sun Yat-sen und Chen Jiongming geschaffenen Armee an. Während der Nordexpedition diente er als Kommandeur der 1. Division der 1. Armee auf der Seite von Wang Jingwei und empfahl, Chiang Kai-shek als Konterrevolutionär festzunehmen. Xue kehrte nach Guangdong zurück, um als Divisionskommandeur unter Li Jishen zu dienen. Nach politischen Unruhen, bei denen Chiang 1927 an die Macht zurückkehrte, schloss er sich General Zhang Fakui in der 4. Armee von Guangdong als Truppenführer an. Während des Aufstand in Guangzhou (11. bis 13. Dezember 1927) wurden Xues Truppen in die Stadt gerufen, um die dortigen Kommunisten zu unterdrücken. Aufgrund der großen Verluste nahm die 4. Armee Chiangs Angebot zur Reorganisation an. Die Führung er Divisionen vertrieb jedoch den neuen Kommandanten Miao Peinan, und Zhang Fakui konnte als Kommandeur zur 4. Armee zurückkehren, gleichzeitig wurde Xue zu dessen Stellvertreter und am 5. April 1935 zum Generalleutnant ernannt.
Während des folgenden Krieges in Zentralchina unterstützte die 4. Armee von Guangdong die neue Guangxi-Regierung bei der Bekämpfung von Chiang. Während des Einmarsches der Kuomintang Truppen in Hengyang wurden die Rückzugslinien der Truppen von Jiang Guangnai und Cai Tingkai unterbrochen. In der folgenden Schlacht von Hengyang erlitt die Guangdong-Guangxi-Armee eine schwere Niederlage. Die 4. Armee musste sich erneut Chiang anschließen, Zhang Fakui musste zurücktreten und Xue wurde zum neuen Befehlshaber der Armee befördert.

## Erster chinesischer Bürgerkrieg
Während der ersten Phase des folgenden Chinesischen Bürgerkriegs gegen die Kommunisten befahl Generalissimus Chiang Kai-Shek General Xue, die Armee von Guangdong zu führen, um die chinesischen Kommunisten 1937 während der fünften Einkreisungskampagne anzugreifen. Xues Streitkräfte verfolgten den Rückzug der Kommunisten bis nach Sichuan und Guizhou, bis sich die kommunistischen Kräfte schließlich in die Provinz Shaanxi flohen. Xue drehte dann seine Streitkräfte um und marschierte ungehindert nach Zentralchina und besiegte dort die Roten Armee unter He Long und Ye Ting. Nach dem Zwischenfall von Xi’an war Xues Loyalität jedoch zweifelhaft: Xue hatte angeboten, Chiang Kai-shek persönlich zu verhaften und ihn den Kommunisten zu übergeben, falls Chiang sich weigerte, sofort gegen die Japaner zu kämpfen. Obwohl er sich wieder mit Chiang Kai-shek versöhnte, blieben seine Beziehungen zur Kuomintang während des Zweiten Chinesisch-Japanischen Krieges angespannt.

## Kampf gegen die Japaner
Xue befehligte im Sommer 1937 die 19. Armeegruppe, die an der Schlacht um Shanghai teilnahm. Später kommandierte er während der Schlacht von Nord- und Ost-Henan (Januar bis Juni 1938). Er führte dann die Truppen des Ost-Henan-Armee in der Schlacht um Wuhan. In den Bergen nordwestlich von Wuhan, gelang es seinen Truppen die japanische 106. Division im Kessel von Lushan zu zerschlagen.
Als Armeegeneral 2. Ranges kommandierte Xue Yue den 9. Militärbezirk in der zweiten und dritten Schlacht um Changsha erfolgreich. Es gelang ihm die japanischen Angriffe abzuwehren und die Stadt Changsha zu halten. Xues Streitkräfte siegten auch in der Schlacht von Changde (2. November – 20. Dezember 1943), erst nach der Schlacht um Changsha von 1944 konnten die Japaner die strategisch wichtige Stadt besetzen.

## Zweiter chinesischer Bürgerkrieg
Am Ende des Zweiten Chinesisch-Japanischen Krieges befehligte Xue Yue im folgenden zweiten Bürgerkrieg fast eine Million Soldaten der Nationalarmee. Nachdem die nationale Armee am 10. Januar 1947 Shuyang besetzen konnte, wurde Xue Yue angewiesen, den Angriff fortzusetzen und den Krieg im Norden von Jiangsu schnell zu beenden.
Im Januar 1947 scheiterten seine Truppen in der Schlacht von Lunan, worauf Xue Yue sein Militärkommando verlor. Sein bisheriger Generalstabschef Chen Cheng übernahm das Kommando über die Ostchinesische Nationalarmee und plante die folgende Schlacht von Laiwu. Nachdem dort 60.000 Mann nationalchinesischer Truppen verloren gingen, wurde dafür Xue Yue verantwortlich gemacht. Am 3. März 1947 wurde er unter der Anklage „inkompetenter Befehlshaber“ kaltgestellt, doch schon am 10. Mai wurde Xue Yue als Nachfolger von General Shang Zhen zum militärischen Befehlshaber der Nationalregierung ernannt. 
Anfang 1949 zog sich Xue Yue mit seiner ganzen Familie von Shanghai nach Lechang zurück. Am 21. Januar 1949 ernannte ihn der neue Präsident Li Zongren zum Vorsitzenden der Provinzregierung und zum Sicherheitskommandanten der Provinz Guangdong. Am 4. Februar  verkündete Xue Yue die drei Hauptprinzipien der Regierungsführung in Guangzhou: erstens politische Freiheit; zweitens Wirtschaftsdemokratie; drittens militärische Selbstverteidigung. Nachdem die Kommunistische Partei das chinesische Festland besetzt hatte, zogen sich die Nationalisten auf die Insel Hainan zurück. Am 28. Dezember wurde Xue Yue zum stellvertretenden Leiter der Sonderverwaltungsregion Hainan und zum Oberbefehlshaber der Verteidigung von Hainan ernannt. Xue Yue brachte sechs Sicherheitsdivisionen aus Guangdong nach Hainan und organisierte die nationale 4. Armee mit je zwei Divisionen im 63. und 64. Armeekorps.

## Rückzug nach Taiwan
Bis April 1950 ging die Schlacht um Hainan verloren, und Xue Yue zog nach Taiwan ab. In Taiwan war er zeitweilig strategischer Berater des Präsidialamts und Mitglied des Exekutiv-Yuan. Xue Yue zog sich im Ruhestand in ein ländliches Herrenhaus in der Gemeinde Zhuqi im Landkreis Chiayi zurück und verstarb 1998 im Alter von 102 Jahren.